# Modern Sounds in Country and Western Music
Modern Sounds in Country and Western Music es un álbum de estudio del músico estadounidense de rhythm and blues y soul Ray Charles lanzado en 1962. Fue grabado a mediados de febrero de 1962 en los Estudios Capitol de la ciudad de Nueva York y los United Recording Studios de Hollywood, California, y editado un par de meses después por la ABC-Paramount Records en un formato mono (ABC-410) y stereo (ABCS-410). Durante esta grabación Charles se convirtió en uno de los primeros músicos afroamericanos a los que una gran discográfica dio el control artístico y fue calificado por Frank Sinatra como el único verdadero genio del mundo del espectáculo.
El álbum tiene versiones de canciones clásicas de la música country, folk y western regrabadas por Charles y mezcladas con el estilo popular en aquellos tiempos: jazz y R&B. El material fue producido por él mismo y por el director de orquesta Sid Feller.

## Antecedentes

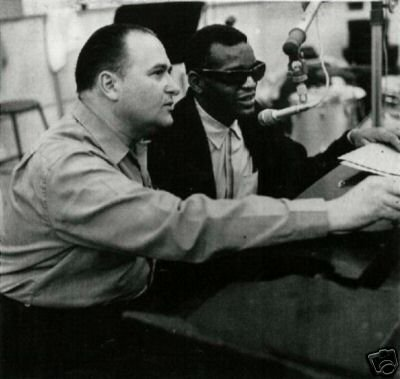
Sid Feller (left) and Ray Charles in 1962

Cuando Ray Charles creó Modern Sounds in Country and Western Music en 1962, partía de una posición de poder en su discográfica. A los dos años de su contrato con ABC-Paramount, ya se había convertido en un fijo del Top Ten de las principales listas en Estados Unidos, tanto con sus singles como con sus álbumes, habiendo ganado ya un Grammy por su single de 1960 del tema "Georgia on My Mind". Charles tenía libertad para hacer lo que quisiera, y le pidió a Sid Filler, productor y director artístico de ABC-Paramount que le seleccionara los mayores éxitos de la música country and western de los últimos veinte años. Confuso y preguntándose qué uso podría hacer Ray de ese material, Sid empezó inmediatamente a recopilar canciones y cuanto más pensaba en la idea de Ray, más se entusiasmaba con el proyecto y para llevarlo a cabo a la perfección contó con la ayuda de tres de los mejores arreglistas del país: Marty Paich, Gerald Wilson y Gil Fuller. 
Según declaraciones de Filler a Todd Everett en 1988: «Encontré 40 canciones estupendas y las edité en cintas junto con una descripción de la procedencia de la canción. Luego (Ray) seleccionó las doce que utilizamos en el álbum.» 
Las interpretaciones de Charles eran como cualquier otro de sus temas, basándolas en el jazz y el soul, vistiéndolas con arreglos de cuerdas y coros para atraer al público mayoritario de la época.
Modern Sounds in Country and Western Music y su continuación Modern Sounds in Country and Western Music, Volumen 2, ambos publicados con seis meses de diferencia, fueron un rotundo éxito. Los dos álbumes Modern Sounds de Charles fueron los primeros en desplegar un enfoque country + soul + pop como un proyecto sostenido y consciente de sí mismo.
Además, contribuyeron a la transición de Charles de gigante del soul y estrella del pop en ciernes a icono estadounidense.

## Recepción y críticas
Modern Sounds in Country and Western Music escaló rápidamente en las listas de éxios impulsado por la popularidad de sus sencillos, encabezó la lista Billboard durante la mayor parte del verano y el otoño de 1962, y ayudó a Charles a poner en circulación continua canciones de R&B y country en las estaciones radiofónicas de su tiempo. Del material discográfico se desprendieron los sencillos con los temas , "Born to Lose," "You Don't Know Me" y "Careless Love" y por supuesto uno de los tesoros del álbum, la canción de Don Gibson "I Can't Stop Loving You", clasificada por la revista Billboard en el puesto número 11 de su lista de "Las 50 Mejores Canciones de Amor de Todos los Tiempos".
Considerado por especialistas y críticos como el mejor trabajo del cantante y una de las obras maestras de la música norteamericana, Modern Sounds in Country and Western Music ha sido incluido en diversas publicaciones como uno de los mejores álbumes de todos los tiempos, así como en listas de los mejores discos de R&B y country. En el 2003 la revista Rolling Stone lo colocó en el nº 104 en su lista de Los 500 mejores álbumes de todos los tiempos. En el 2010 la revista Time lo sitúa en el puesto nº 25 de su selección de "Los 100 Álbumes de Todos los Tiempos".
Según Thomas Erlewine de Allmusic este álbum y su continuación pueden considerarse como una pieza única: "una música que cambió el curso de la música popular y que sigue siendo un testimonio del genio de Ray Charles."

## Lista de temas
Todos los temas estaban producidos por Ray Charles y Sid Feller.

### ●LPde 1962[1]
Cara A:
| n.º | Título                                      | Compositor/es                            | Duración |
| --- | ------------------------------------------- | ---------------------------------------- | -------- |
| 1.  | "Bye Bye Love                               | Boudleaux Bryant - Felice Bryant         | 2:09     |
| 2.  | "You Don't Know Me"                         | Eddy Arnold - Cindy Walker               | 3:14     |
| 3.  | "Half as Much"                              | Curley Williams                          | 3:24     |
| 4.  | "I Love You So Much It Hurts"               | Floyd Tillman                            | 3:33     |
| 5.  | "Just a Little Lovin' (Will Go a Long Way)" | Eddy Arnold - Zeke Clements              | 3:26     |
| 6.  | Born to Lose                                | Frankie Brown (pseudónimo de Ted Daffan) | 3:15     |

Cara B:
| n.º | Título                       | Compositor/es                          | Duración |
| --- | ---------------------------- | -------------------------------------- | -------- |
| 1.  | "Worried Mind"               | Ted Daffan - Jimmie Davis              | 2:54     |
| 2.  | "It Makes No Difference Now" | Floyd Tillman - Jimmie Davis           | 3:30     |
| 3.  | "You Win Again"              | Hank Williams                          | 3:24     |
| 4.  | "Careless Love"              | Tradicional (Arreglada por Ray Charles | 3:56     |
| 5.  | "I Can't Stop Loving You"    | Don Gibson                             | 4:13     |
| 6.  | "Hey, Good Lookin"           | Hank Williams                          | 2:10     |

### ● Temas adicionales en elCDde 1988[5]
| n.º | Título | Compositor/es                   | Duración |
| --- | --- | ------------------------------- | -------- |
| 13. | "You Are My Sunshine" del álbum Modern Sounds in Country and Western Music Volume Two (ABC-Paramount, 1962) | Jimmie Davis - Charles Mitchell | 3:01     |
| 14. | "Here We Go Again" del álbum Ray Charles Invites You to Listen (ABC Records, 1967)                          | Don Lanier - Red Steagall       | 3:18     |
| 15. | "That Lucky Old Sun" del álbum Ingredients in a Recipe for Soul (ABC-Paramount, 1963)                       | Haven Gillespie - Beasley Smith | 4:21     |

## Créditos

### Músicos
- Ray Charles – piano, cantante, producción
- Martin Banks, Wallace Devenport, Phil Guilbeau, John Hunt - trompeta
- George Matthews, Jim Herbert, Dicky Wells;– trombón
- Keg Johnson - trombón bajo
- Hank Crawford, Rudy Powell – saxofón alto
- David "Fathead" Newman, Don Wilkerson – saxofón tenor
- Leroy Cooper – saxofón barítono
- Sony Forriest – guitarra eléctrica
- Edgar Willis – contrabajo
- Bruno Carr – batería
- Gil Fuller, Gerald Wilson – arreglista (big band)
- Marty Paich – arreglista (sección de cuerdas)
- Jack Hollorin – director de orquesta

### Producción
- Sid Feller – Productor musical
- Joe Adams – Productor musical (tema 14)
- Frank Abbey, Gene Thomson – Ingeniero de sonido (temas 1, 3, 5, 8, 10, 12)
- Bill Putnam – Ingeniero de sonido (temas 2, 4, 6, 7, 9, 11, 15)
- Bob Arnold – Ingeniero de sonido (tema 15)
- Johnny Cue – Ingeniero de sonido (tema 13)
- Bill Inglot– Remasterización de sonido
- Ken Perry – Remasterización digital (edición CD)
- Rick Ward – Notas del álbum (Edición LP)
- Todd Everett – Notas del álbum (Edición CD)
- Hugh Bell, Robert Ghiraldini  – Fotografía
- Michael Ochs Archives – Fotografía
- Robert Flynn – Diseño de portada.